# Eating Out 2: Sloppy Seconds
Eating Out 2: Sloppy Seconds  è un film del 2006 diretto da Phillip J. Bartell.
È il sequel di Eating Out. Jim Verraros, Rebekah Kochan ed Emily Brooke Hands riprendono i loro ruoli dal primo film, mentre Brett Chukerman sostituisce Ryan Carnes nel ruolo di Marc. Il film ha debuttato al festival cinematografico Outfest prima di essere distribuito in versione limitata nelle sale.

## Trama
Kyle rompe con Marc, il suo interesse amoroso del primo film, visto che il ragazzo flirta con altri. Gwen ha lasciato Caleb, che ora è andato via dall'università. Tiffani decide di non essere più una sgualdrina e di avere un ragazzo. Tiffani e Gwen si riappacificano e insieme a Kyle aspettano un ragazzo che possa far dimenticare loro il passato. Arriva nell'università, come modello, l'ambiguo Troy. Quest'ultimo fa amicizia col gruppo, ammettendo di aver fatto sesso sia con uomini che con donne, ma che è abbastanza confuso sulla sua sessualità. Gwen elabora uno schema: fa passare Kyle per un ex-gay, per giunta fidanzato con Tiffani, così da aiutare Troy a superare questa “fase”.
Kyle e Troy si uniscono a un gruppo di persone che cercano di sconfiggere l'omosessualità. Marc nota l'amicizia che c'è tra l'ex ragazzo e il suo nuovo amico e decide quindi di sedurre il nuovo arrivato. Il suo piano riesce, proprio quando i due si esibiscono per le foto omo-erotiche di Gwen, ma Marc capisce che non può far davvero sesso con Troy, perché in cuor suo ama ancora Kyle. Interrompe tutto e si confida con Gwen, ma Troy li ascolta e scopre del “piano”. 
Scoperta la verità, Troy fa visita a Tiffani e Kyle e li convince a fare una cosa a tre, ma soltanto se i due incominciano per prima. I due, di fronte alla verità, non possono non negare e di conseguenza ammettono tutto. Troy però non è arrabbiato. Anzi, decide di rimanere amico di Kyle, Gwen, Tiffani e Marc, dichiarandosi inoltre bisessuale. Uniti, i ragazzi decidono di sabotare gli “anti-gay”. Corrompendo Octavio il gruppo riuscirà ad avere la meglio contro il nemico.
Gli anti-gay decidono di non vivere nella paura e fanno coming out. Gwen si fidanza con una di loro, Violet. Tiffani con Troy. Marc e Kyle, dopo essersi detti scusa a vicenda, si rimettono insieme.

## Accoglienza

### Botteghino
Il film ha incassato al botteghino 37.072 dollari.

### Critica
Rotten Tomatoes riferisce che il 44% dei critici professionisti ha dato al film una recensione positiva."

## Citazioni[3]
- In un dialogo è menzionata la serie Will & Grace.
- La scena dove il protagonista eiacula accidentalmente su un membro femminile della propria famiglia è una citazione dell'inizio del film American Pie presenta: Nudi alla meta (2006).